# Thoris octoguttata
Thoris octoguttata är en skalbaggsart som beskrevs av Wang 1994. Thoris octoguttata ingår i släktet Thoris och familjen långhorningar. Inga underarter finns listade i Catalogue of Life.